# Euphorbia scopulorum
Euphorbia scopulorum är en törelväxtart som beskrevs av Townshend Stith Brandegee. Euphorbia scopulorum ingår i släktet törlar, och familjen törelväxter. Inga underarter finns listade i Catalogue of Life.